# محطة بنبان للطاقة الشمسية
محطة بنبان للطاقة الشمسية هي مجموعة من المحطات الشمسية تضم 32 محطة شمسية بقدرة تصل إلى 1465 ميجاوات دخلت منها حتى الآن 17 محطة الخدمة بإجمالي 830 ميجاوات، فيما مستهدف دخول 15 محطة أخرى للتشغيل الفعلي خلال عام 2019.
تبلغ تكلفة المشروع ملياري دولار شارك في بناء المحطات 32 شركة وحصل المشروع على جائزة البنك الدولي كأكثر المشاريع تميزًا.
يقع المشروع في قرية بنبان على بعد 35 كيلو شمال أسوان، عند الانتهاء من المشروع ستصبح المحطة الأكبر في العالم.

## النشأة
في سبتمبر 2014، بدأ المشروع كجزء من إستراتيجية الطاقة المستدامة 2035 للحكومة المصرية. في البداية، ساعدت وكالة ناسا في العثور على أفضل موقع لإنشاء حديقة الطاقة الشمسية.
تقع محطة بنبان للطاقة الشمسية على مساحة 37.2 كم 2 (14.4 ميل مربع) والتي تنقسم إلى 41 قطعة أرض منفصلة مرتبة في 4 صفوف مع مساحة كل قطعة من 0.3 كم 2 إلى 1 كم 2. ستكون كل قطعة أرض ستكون متاحة لشركات مختلفة لتطوير 41 محطة.
سيتم ربط 41 محطة في محطة بنبان للطاقة الشمسية بشبكة الجهد العالي من خلال أربع محطات فرعية جديدة، والتي سيتم إنشاؤها في الموقع من قبل الشركة المصرية لنقل الكهرباء. وستتصل هذه المحطات الفرعية بدورها بخط موجود بجهد 220 كيلوفولت يمر بالقرب من موقع بنبان على مسافة 12 كيلومترًا تقريبًا. في مرحلة لاحقة، قد تقوم الشركة المصرية لنقل الكهرباء أيضًا بإنشاء اتصال إضافي بخط 500 كيلو فولت المجاور.
وفقًا للقياسات الواردة في تقرير التقييم البيئي والاجتماعي، يبلغ موارد موقع الطاقة الشمسية حوالي 2300 كيلوواط ساعة/(متر مربع في السنة). بافتراض أن ذروة التشميس تبلغ 1000 واط/م 2، فإن هذا يترجم إلى عامل قدرة مصنع محتمل يقارب 26٪، أي أن متوسط السعة سيكون 26% من سعة اللوحة. إذا تم استخدام القدرة المخطط لها البالغة 1,8 جيجاواط، فسيكون إنتاج الطاقة السنوي المحتمل أكثر بقليل من 4 تيراواط ساعة/سنة.

## التمويل
في 13 مارس 2018، تم افتتاح الجزء الأول من المجمع بحضور وزير الطاقة المصري الأستاذ الدكتور محمد شاكر المرقبي. بإنتاجية تبلغ 64.1 ميجاوات، تعد أيضًا أول محطة للطاقة الكهروضوئية على نطاق واسع في البلاد. حصل المشروع على تمويل من بايرن إل بي لـ 85% من الدين، بينما أتت نسبة الـ 15% المتبقية من البنك العربي الأفريقي الدولي. وكجزء من برنامج تعزيز التجارة الخارجية الألمانية، فإنها تدعم هدف مصر المتمثل في تلبية أكثر من ثلث احتياجاتها من الطاقة بحلول عام 2035 من خلال الطاقات المتجددة.
قادت مؤسسة التمويل الدولية تحالف مكون من بنك التنمية الأفريقي، والبنك الآسيوي للاستثمار في البنية التحتية، وبنك البحرين العربي، ومجموعة سي دي سي، والبنك العربي الأوروبي، وصندوق جرين فور جروث، وفين فاند، والبنك الصناعي والتجاري الصيني من خلال التعهد بتقديم مبلغ 653 مليون دولار أمريكي لتمويل البناء. وتشغيل 13 محطة من قبل ست مجموعات من شركات الطاقة الخاصة. محطات الطاقة الشمسية الـ 13، والتي من المتوقع أن تصل طاقتها القصوى إلى 752 ميجاوات، ستكلف 823 مليون دولار أمريكي. بافتراض عامل قدرة بنسبة 26٪، فإن هذا يتوافق مع إنتاج سنوي يبلغ 1,75 تيراواط ساعة / سنة.
كما ستوفر وكالة ضمان الاستثمار متعدد الأطراف 210 مليون دولار أمريكي في صورة تأمين ضد المخاطر السياسية لـ 12 مشروعًا داخل بنبان.